# Alcoholmeter van Gay-Lussac
De  alcoholmeter van Gay-Lussac  is een bepaalde hydrometer die is uitgevonden door de Franse natuur- en scheikundige Louis Gay-Lussac. Dit instrument wordt in België en Frankrijk gebruikt voor de wettelijke bepaling van het alcoholgehalte in graden Gay-Lussac. Dit is nodig voor het bepalen van de hoogte van de accijnsheffing.
Eén graad Gay-Lussac komt overeen met één volumeprocent ethanol in een vermenging van ethanol en water bij een exacte temperatuur van 15 °C.
Voor mengsels op een temperatuur van 15 °C kunnen de graden Gay-Lussac met behulp van dit instrument direct worden uitgelezen. Bij hogere of lage temperaturen kan het alcoholgehalte in volumeprocent worden bepaald met behulp van speciale, bij de alcoholmeter behorende, tabellen.